# Maggie Bell
Margaret Bell (née le 12 janvier 1945 à Glasgow) est une chanteuse de blues/rock écossaise souvent comparée à Janis Joplin. En 1966, elle enregistre deux singles avec le chanteur Johnny Curtis sous le nom Frankie & Johnny, Climb Ev'ry Mountain/I Wanna Make You Understand et Never Gonna Leave You/I'll Hold You. Ne pas confondre avec la chanteuse noire Madeline Bell qui apparaît sur l'album Every Picture tells a story de Rod Stewart.

## Histoire
Elle fait la connaissance du guitariste Leslie Harvey (frère d'Alex) à la fin des années 1960. Ils forment le groupe « Power » en 1968, rebaptisée Stone the Crows l'année suivante sur une idée de leur manager, Peter Grant. Stone the Crows sort trois albums jusqu'à la mort accidentelle de Harvey en 1972. Le groupe tente de poursuivre avec un autre guitariste l'ex-Thunderclap Newman, le prodige Jimmy McCulloch, puis se sépare l'année suivante.
Dans les années 1970, Maggie Bell publie trois albums solo : Queen of the Night (1974), Suicide Sal (1975) et Crimes of the Hearts (1988). Elle est invitée sur l'album de la version orchestrale du classique des Who Tommy en 1972, puis sur Soul Survivor du chanteur Eric Burdon en 1977 avec les claviéristes John Bundrick, Zoot Money et l'ex-Triumvirat Hans-Jürgen Fritz, les guitaristes Alexis Korner et Geoff Whitehorn ainsi que les choristes P. P. Arnold et Vicki Brown.

## Discographie
Avec Frankie & Johnny
- 1966 : Climb Ev'ry Mountain/I Wanna Make You Understand
- 1966 : Never Gonna Leave You/I'll Hold You

Avec Stone The Crows
- Albums studios :
- 1969 : Stone The Crows
- 1970 : Ode to John Law
- 1971 : Teenage Licks
- 1972 : Ontinuous Performance
- 2004 : Maggie Bell & Stone The Crows - Coming On Strong - 2 CD

- Compilations :
- 1973 : Stone The Crows Featuring Maggie Bell
- 1999 : The Very Best Of Maggie Bell & Stone The Crows

Solo
- Albums studio :
- 1974 : Queen of the Night
- 1975 : Suicide Sal
- 1988 : Crimes of the heart

- Albums live :
- 2002 : Live at The Rainbow 1974
- 2003 : Live Boston USA 1975
- 2004 : The River Sessions
- 2011 : Live In No Mean City

Avec Midnight Flyer :
- 2007 : Maggie Bell and Midnight Flyer – Live Montreux July 1981

### Compilations
- 1974 : The Greatest Rock Sensation
- 1980 : Rock Legends

## Participations
- 1972 : Tommy du London Symphony Orchestra avec David Essex, Sandy Denny, Steve Winwood, Rod Stewart, Richie Havens, Ringo Starr, etc.
- 1977 : Survivor d'Eric Burdon.
- 2007 : The British Blues Quintet Featuring: Maggie Bell, Zoot Money, Miller Anderson, Colin Hodgkinson, Colin Allen – Live In Glasgow
- 2011 : Live de Jon Lord Blues Project - Avec Zoot Money, Miller Anderson, Colin Hodgkinson et Pete York.